# Douzain

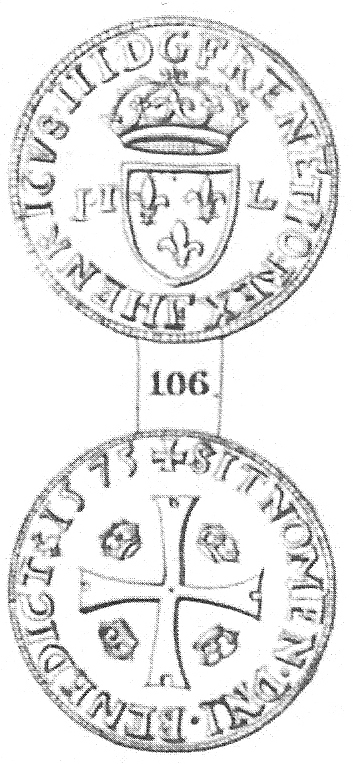
Douzain von 1575; Heinrich III. (Frankreich)

Ein Douzain (franz.: Zwölfer) ist eine französische Münze der frühen Neuzeit. Ein Douzain entsprach zwölf Denier tournois bzw. seit Karl IX. zwölf Sol tournois. Als zwölffacher Wert der Kleinmünzen Denier/Sol ist die Douzain formal eine Nachfolgemünze des Solidus (Schilling) des karolingischen Münzsystems. Douzains wurden erstmals von Franz I. geprägt.